# Битка код Анхијала (708)
Битка код Анхијала вођена је 708. године између војске Византијског царства са једне и Првог бугарског царства са друге стране. Битка је део византијско-бугарских ратова и завршена је бугарском победом.

## Битка
Византијском војском командовао је Јустинијан II, а бугарском кан Тервел Бугарски. Сукоб је избио због Јустинијановог настојања да Бугарима преотме област Загоре - територија између Старе Загоре, Сливена и Црног мора, коју им је поклонио 705. године као награду за помоћ при повратку на престо. Византијска војска напредовала је до Анхијала (данашње Поморје) на обали Црног мора. Док су војници били раштркани у потрази за храном, војска кана Тервела их је напала и у потпуности разбила. Највећи део Византинаца је заробљен, а Јустинијан се једва спасао побегавши бродом. Мировним споразумом био је присиљен потврдити бугарску власт над овом облашћу. Много гора последица по Јустинијана била је та што више није могао рачунати на бугарску помоћ у случају грађанског рата. Када је 711. године избио грађански рат у Византији, Тервел му је послао тек симболичну помоћ (3000 војника) који му нису успели помоћи, па је свргнут од стране Филипика.